# لارا شیگی‌هارا
لارا شیگی هارا  (به انگلیسی: Laura Shigihara) خواننده و آهنگ سازی است که تاکنون برای بیش از ۲۵ بازی رایانه‌ای موسیقی ساخته است. از بازی‌هایی که او برایشان موسیقی ساخته می‌توان به گیاهان دربرابر زامبی‌ها و ماینکرفت اشاره کرد. او همچنین یک بازی رایانه‌ای را به نام ملولون (به انگلیسی: Melolune) تولید کرده‌است.
مادر لارا شیگی هارا  فرانسوی-آمریکایی و پدرش ژاپنی است. او به مدت ۱۱ سال به تمرین پیانو پرداخت و همچنین توانایی نواختن گیتار و ضرب را نیز داراست. او هم‌اکنون در امریکا زندگی می‌کند.
از مهم‌ترین آثار او می‌توان به موارد زیر اشاره کرد:
- اهنگ‌های بازی به سمت ماه (به انگلیسی: To The Moon)
- اهنگ‌های بازی گیاهان دربرابر زامبی‌ها (به انگلیسی: Plants vs. Zombies)
- تک اهنگ دنیای مکعبی (به انگلیسی: Cube Land) برای بازی ماینکرفت
- آلبوم رویای آبی من (به انگلیسی: My Blue Dream)